# Tia Cyrus
Tia Cyrus (Hayward, California; 30 de octubre de 1990) es una actriz pornográfica y modelo erótica estadounidense.

## Biografía
Natural de la ciudad costera de Hayward, en el condado de Alameda de California, Tia Cyrus nació en octubre de 1990 en el seno de una familia con ascendencia puertorriqueña por parte de madre y dominicana por su padre. Siendo joven se trasladó junto a su familia a Kansas City, donde trabajó en varios puestos de ventas y como técnico veterinario en un hospital de animales.
Comenzó trabajando como estríper en clubes de Kansas City. Fue así como conoció a la actriz pornográfica canadiense Shyla Stylez, con la que más tarde iniciaría una relación profesional y sentimental hasta el fallecimiento de Stylez en 2017. Fue por intermediación de ella que decidió trasladarse a California para probar suerte en la industria del entretenimiento para adultos, trabajando inicialmente como asistente de Stylez en sus rodajes. Acabaría debutando como actriz en 2009, con 19 años.
Como actriz, ha trabajado con productoras como Reality Kings, Vivid, New Sensations, Hustler, Girlfriends Films, Naughty America, Devil's Film, Evil Angel, Brazzers, Mofos, Pure Play Media, 3rd Degree, Bangbros o Digital Sin, entre otras.
En 2013 y 2014 logró de manera consecutiva la nominación en los Premios AVN en la categoría de Artista femenina no reconocida del año. Más tarde, en 2016, tendría también su primera nominación en los Premios XBIZ, siendo esta a la Mejor escena de sexo en película gonzo por Auditions 2. En 2017, por su trabajo en Sorority Sex Party Experience, conseguiría sendas nominaciones en los AVN y XBIZ en la categoría de Mejor escena de sexo en realidad virtual.
Ha grabado más de 400 películas como actriz.

## Premios y nominaciones
| Año  | Ceremonia         | Resultado | Premio                                   | Trabajo                       |
| ---- | ----------------- | --------- | ---------------------------------------- | ----------------------------- |
| 2013 | Premios AVN       | Nominada  | Artista femenina no reconocida del año   | —                             |
| 2013 | Sex Awards        | Nominada  | Estrella adulta más sexy                 | —                             |
| 2014 | Premios AVN       | Nominada  | Artista femenina no reconocida del año   | —                             |
| 2016 | Premios XBIZ      | Nominada  | Mejor escena de sexo en película gonzo   | Auditions 2                   |
| 2017 | Premios AVN       | Nominada  | Mejor escena de sexo en realidad virtual | Sorority Sex Party Experience |
| 2017 | Premios XBIZ      | Nominada  | Mejor escena de sexo en realidad virtual | Sorority Sex Party Experience |
| 2018 | Spank Bank Awards | Nominada  | Countess of Contortionism                | —                             |
| 2018 | Spank Bank Awards | Nominada  | Group / Orgy Maestro of the Year         | —                             |
| 2018 | Spank Bank Awards | Nominada  | Latina Starlet of the Year               | —                             |
| 2019 | Premios AVN       | Nominada  | Premio fan: Clip Star favorita           | —                             |
| 2019 | Spank Bank Awards | Nominada  | Customs/Clips Specialist of the Year     | —                             |
| 2019 | Spank Bank Awards | Nominada  | Latina Starlet of the Year               | —                             |
| 2019 | Premios Urban X   | Nominada  | Orgasmic Oralist                         | —                             |
| 2021 | Premios AVN       | Nominada  | Mejor escena de sexo en realidad virtual | Half-Life AlyXXX Parody       |